# Comuna de Filipów
Filipów (polaco: Gmina Filipów) é uma gminy (comuna) na Polónia, na voivodia de Podláquia e no condado de Suwałki. A sede do condado é a cidade de Filipów.
De acordo com os censos de 2004, a comuna tem 4513 habitantes, com uma densidade 30 hab/km².

## Área
Estende-se por uma área de 150,35 km², incluindo:
- área agricola: 75%
- área florestal: 8%

## Demografia
Dados de 30 de Junho 2004:
|                      | Total   | Total | Mulheres | Mulheres | Homens  | Homens |
| -------------------- | ------- | ----- | -------- | -------- | ------- | ------ |
|                      | pessoas | %     | pessoas  | %        | pessoas | %      |
| População            | 4513    | 100   | 2199     | 48,7     | 2314    | 51,3   |
| Densidade (pop./km²) | 30      | 100   | 14,6     | 14,6     | 15,4    | 15,4   |

De acordo com dados de 2002, o rendimento médio per capita ascendia a 1408,33 zł.

## Subdivisões
- Agrafinówka, Bartnia Góra, Bitkowo, Czarne, Czostków, Filipów, Garbas, Huta, Jemieliste, Mieruniszki, Nowa Dębszczyzna, Olszanka, Piecki, Rospuda, Smolenka, Stara Dębszczyzna, Stare Motule, Supienie, Szafranki, Tabałówka, Wólka, Zusno.

## Comunas vizinhas
- Bakałarzewo, Dubeninki, Gołdap, Kowale Oleckie, Olecko, Przerośl, Suwałki